# 车鼻可汗
车鼻可汗（?—?），名阿史那斛勃，是東突厥、薛延陀灭亡后自立突厥的可汗（646年—650年）。
阿史那斛勃本突厥同族，世為小可汗，在金山之北建牙。東突厥灭亡后，迫于薛延陀，被薛延陀可汗夷男猜忌，斛勃退保阿尔泰山。646年，薛延陀灭亡后，斛勃拥兵三万自立为乙注車鼻可汗，统治葛逻禄、结骨、拔悉密等部。647年，派儿子沙钵罗特勤前去唐朝通好，表示要亲自入朝，但是他意欲统治漠北铁勒诸族，于是不向唐朝进贡。他杀死了唐朝前来迎接的使者云麾将军安调遮、右屯卫郎将韩华，引起了唐朝的不满。649年，唐右驍衛郎將高侃發回紇、僕骨等兵襲擊，650年六月，高侃至金山擒車鼻可汗，九月，高侃執車鼻可汗至京師长安，唐高宗赦免了車鼻，拜为左武衛將軍，余部安置在郁督军山，其统辖之地置狼山都督府，隶属于瀚海都护府。

## 延伸阅读
[在维基数据编辑]
 《舊唐書·卷194上》，出自刘昫《舊唐書》